# Горин, Олег Андреевич
Оле́г Андре́евич Го́рин (укр. Олег Андрійович Горін; род. 2 февраля 2000, Львов) — украинский футболист, защитник клуба ЛНЗ.

## Клубная карьера
Воспитанник молодежных академий «Карпат» и «Львов». Взрослую футбольную карьеру начал в сезоне 2016/17 годов в составе «Львова», который выступал в любительском чемпионате Украины (провел 8 матчей). В начале сезона 2017/18 годов находился в заявке «горожан» на Вторую лигу. В 2017 году перешел в «Верес», где играл в юношеском чемпионате Украины. Также провел 3 матча за молодежную команду ровенчан. За первую команду «Верес» дебютировал 20 сентября 2017 года в победном (2:1, овертайм) выездном поединке кубка Украины против волочисского «Агробизнеса». Олег вышел на поле на 112-й минуте, заменив Эдгара Капарроса. В преддверии старта сезона 2018/19 годов вернулся во «Львов», где выступал за юниорскую и молодежную команду клуба.
11 июля 2019 подписал 4-летний контракт с «Ягеллонией». В футболке белостоцкого клуба дебютировал 8 ноября 2019 в проигранном (1:3) выездном поединке 15-го тура Экстраклясы против «Пяста». Горин вышел на поле на 58-й минуте, заменив Патрика Клималу, а на 61-й минуте получил желтую карточку. Этот матч оказался единственным для Олега в составе польского клуба. В июле 2020 года вместе с украинским нападающим Орестом Ткачуком оставил «Ягеллонию» свободным агентом.

## Карьера в сборной
17 марта 2018 получил дебютный вызов в юношеской сборной Украины (U-18) на тренировочный сбор, в рамках которого украинская сборная должна была сыграть против сверстников из Австрии. В начале мая 2018 года оказался в списке игроков команды U-18, вызванных на международный товарищеский турнир Кубок Словакии. На вышеуказанном турнире дебютировал за юношескую сборную U-18 в проигранном (0:3) поединке против юношеской сборной Чехии U-18, где вышел на поле в стартовом составе. Также выходил на поле в поединке против сверстников из Казахстана и Уэльса.
В начале октября 2019 получил вызов в юношеской сборной Украины (U-19) на матчи квалификации чемпионата Европы. Дебютировал за команду U-19 10 октября того же года в победном (1:0) домашнем поединке против юношеской сборной Албании (U-19). Олег вышел на поле в стартовом составе и отыграл весь матч. Последний раз футболку юношеской сборной Украины (U-19) одевал 26 марта 2019 в победном (5:2) выездном поединке квалификации чемпионата Европы против сверстников из Бельгии. Горин вышел на поле в стартовом составе, а на 86-й минуте его заменил Артём Бондаренко. В общей сложности за команду U-19 сыграл 5 поединков.